# Vendetta (album Mafii)
Vendetta – piąty album zespołu Mafia wydany w 2005 roku.

## Lista utworów
1. "Stąd do wieczności" – 3:03
2. "Epitafium - dla przyjaciela" – 4:33
3. "Warszawska noc, a po niej" – 3:17
4. "Jeden, wśród wielu" – 3:32
5. "Synu weź się w garść" – 4:01
6. "Niewidzialny dom" – 3:51
7. "Gdzie nie pada śnieg" – 4:29
8. "Zawieszony" – 3:47
9. "Ile razy" – 3:43
10. "Żuczek" – 3:33
11. "Nie pytaj mnie – vendetta" – 3:33
12. "Psalm – schiza" – 2:51

## Twórcy
- Bartosz Król – śpiew
- Tomasz Bracichowicz – instrumenty klawiszowe
- Paweł Nowak – gitara basowa
- Marcin Korbacz – perkusja
- Paweł Paros – gitara

gościnnie
- Marcin Bracichowicz – gitara
- Michał Jelonek – skrzypce
- Andrzej Karp – produkcja, chórki
- Tomasz Krawczyk – gitara
- Jan Malik – chórki